# Óscar Garrid Muñoz López
Óscar Garrid Muñoz López (Arauca, siglo XX) es un periodista y político colombiano, quien se desempeñó como Gobernador del Departamento de Arauca.

## Biografía
Es Administrador de Empresas de profesión y posee un Doctorado en Resolución de Conflictos. Ha tenido una destacada trayectoria periodística en Arauca, llegando a ser propietario de la emisora de radio La voz del Cinaruco, afiliada a Caracol Radio.
Afiliado al Partido Liberal, en el campo público se desempeñó como Secretario de Gobierno del Departamento de Arauca bajo el Gobernador José Emiro Palencia Álvarez. Tras la renuncia de este, fue designado como Gobernador Encargado de Arauca por el presidente Álvaro Uribe Vélez en marzo de 2003; sin embargo, cuatro meses después su designación fue anulada por el Consejo de Estado, ya que como Secretario de Gobierno fue designado ocho veces como Gobernador Encargado, lo cual lo inhabilitaba apara ocupar el cargo.
Más adelante, trabajó en el Consulado de Colombia en Miami.